# Essai (numismatique)
En numismatique, « pièce d'essai », où  « monnaie d'essai » désigne une pièce frappée en petite quantité avant la production en série d'une nouvelle monnaie,.
Elles servent à tester les coins et les flans, ainsi qu'à présenter le nouveau design aux autorités compétentes.
Les pièces d’essai qui sont souvent marquées du mot « ESSAI » en lettres capitales, ou parfois simplement de la lettre « E » , ne sont pas destinées à la circulation et sont généralement offertes à des personnalités ou des officiels impliqués dans le processus de décision et sont très recherchées par les collectionneurs en raison de leur rareté.